# Riccardo Giacconi
Riccardo Giacconi, né le 6 octobre 1931 à Gênes (Italie) et mort le 9 décembre 2018 à San Diego (Californie), est un physicien italien et américain.
Il est surtout connu pour ses travaux dans le domaine de l'astronomie des rayons X. Il est colauréat du prix Nobel de physique de 2002.

## Biographie
Né à Gênes en 1931, Riccardo Giacconi a vécu longtemps à Milan, où il a déménagé à l'adolescence et où à l'université de Milan il a obtenu son diplôme avec Giuseppe Occhialini. À Milan, il poursuit ses études de doctorat, se spécialisant dans la recherche sur les rayons cosmiques, jusqu'à ce qu'en 1956, il décide de quitter l'Italie pour s'installer aux États-Unis, où il obtient la citoyenneté américaine.
En 1958, il collabore avec l'Université de Princeton, puis il est appelé par Bruno Rossi à l' American Science and Engineering avec un programme de développement de la recherche sur les rayons X cosmiques, et commence à concevoir des instruments de détection.
Riccardo Giacconi est l'initiateur de l'astronomie des rayons X en permettant la découverte de la première source astrophysique de rayons X, Scorpius X-1, en 1962. 
Il fut également directeur de l'Observatoire européen austral de 1993 à 1999.
Il est colauréat du prix Nobel de physique de 2002 (avec Masatoshi Koshiba et Raymond Davis Jr.) « pour des contributions pionnières à l'astrophysique, lesquelles ont mené à la découverte de sources de rayons X cosmiques ».
Il meurt le 9 décembre 2018, à l'âge de 87 ans.

## Distinctions et récompenses
- Prix Helen B. Warner pour l'astronomie (1966)
- Médaille Bruce (1981)
- Maîtrise de conférences Henry Norris Russell (1981)
- Prix Heineman (1981)
- Médaille d'or de la Royal Astronomical Society (1982)
- Prix Nobel de physique (2002)
- National Medal of Science (2003)

## Hommage
L'astéroïde (3371) Giacconi est nommé en son honneur.